# Final Fantasy V
Final Fantasy V is het vijfde deel uit de Final Fantasy-serie, in 1992 uitgebracht door Square. Oorspronkelijk gebeurde dit slechts in Japan, maar later is het heruitgebracht in Europa en de VS, waar het spel daarom minder bekend is dan de andere delen.
Bijzonder is het een "Jobs"-systeem. Er zijn maar 4 personages, maar die kunnen verschillende Jobs aannemen. Een Job kan bijvoorbeeld Witte Tovenaar zijn, of Ninja, of Ridder. Door een Job lang te hebben kan het personage nieuwe vaardigheden leren. Iedere Job heeft zijn eigenschappen. Zo kan een Witte Tovenaar witte magie beoefenen, en is een ridder goed in gevechten.

## Het verhaal
De koning van Tycoon merkt dat er iets mis is met de kristallen en gaat op onderzoek uit. Zijn dochter, prinses Lenna, volgt hem, en komt hierbij de avonturier Bartz tegen en zijn Chocobo. Een meteoor stort ineens neer, en de twee vinden een oude man met geheugenverlies, Galuf. Onderweg naar het kristal der lucht komen ze de piraat Faris tegen, die om onbekende redenen meegaat.
Het viertal komt net te laat bij het kristal aan: de koning is verdwenen en het kristal is ontploft. De vier besluiten de andere drie kristallen te beschermen, want met de verdwijning van ieder kristal verdwijnt een natuurkracht. Uiteindelijk ontdekken ze dat de kristallen de tovenaar Exdeath gevangen houden. Een slechte kracht vernielt ze een voor een om hem te laten ontsnappen. Galuf blijkt in werkelijkheid een koning van een andere wereld te zijn, waar Exdeath ook vandaan komt. Zijn taak is de voorkoming van Exdeaths ontsnapping. Ten slotte ontsnapt de tovenaar toch, en het viertal vertrekt naar Galufs wereld.
In Galufs wereld komt het uiteindelijk tot een bestorming van Exdeaths kasteel, maar de tovenaar gebruikt de kristallen van deze wereld om de twee werelden te verenigen. Hierdoor komt de leegte tussen de werelden, "Mu", vrij. Hier zijn allerlei monsters opgesloten die Exdeath willen dienen, bovendien kan hij het Mu misbruiken door er steden en landen in te laten opslokken, wat hij dan ook doet. De vier achtervolgen Exdeath de Mu in, verslaan hem, en brengen vrede terug in beide werelden.

## Speelbare personages
- Bartz
- Lenna
- Galuf
- Faris
- Krile

## Jobs
Final Fantasy V heeft het "Job"-systeem zeer ver uitgewerkt. Ook in latere Final Fantasy games kan men deze Jobs terugvinden. De winnende strategie is dan ook het op de juiste manier combineren van de verschillende vaardigheden die de verschillende Jobs hebben en leren.
- Freelancer (Reiziger). Standaard character. Hij kan echter twee vaardigheden in plaats van een van andere Jobs overnemen. Ook kan hij de meeste wapens en harnassen gebruiken;
- Knight (ridder). Gebruikt zwaarden en heeft een grotere aanvalskracht en meer HitPoints;
- Monk (Monnik). Shaolin-stijl vechtende monnik. De Monk is vrijwel even sterk als de Knight maar heeft geen wapens nodig: hij gebruikt zijn vuisten. Deze klasse ziet men ook in andere Final Fantasy spellen terug(Yang uit FF4, Sabin uit FF6);
- Samurai (Samurai). Een Japans equivalent van de Ridder. Deze gebruikt echter Japanse katana's in plaats van zwaarden. Ook beheerst hij de vaarigheid Gil Toss: hij kan de vijand bekogelen met geld en daarmee zware schade toebrengen (dit kost echter veel geld);
- Dragoon (Drakenridder). Lijkt op de Knight, maar gebruikt lansen in plaats van zwaarden. Ook kan hij zeer hoog springen en op de vijand landen voor extra schade;
- Berserker. Fysiek misschien wel de sterkste Job, maar onbeheersbaar. Berserkers zijn namelijk altijd berserk (woest en onhandelbaar), dus hakken er in ieder gevecht lukraak op los zonder dat de speler enige invloed op ze kan uitoefenen;
- White Mage (Witte Magiër). Deze tovenaar gebruikt staven en kan Witte magie beoefenen. Zoals bij alle magiërs is hij fysiek en qua HitPoints relatief zwak;
- Black Mage (Zwarte Magiër). Een tovenaar gespecialiseerd in zwarte magie. Ze zijn bekende verschijningen in Final Fantasy vanwege hun donkere mantels en hoge hoeden, waarachter slechts twee gloeiende ogen te zien zijn;
- Summoner (Oproeper). Deze tovenaar kan Summoning Spirits oproepen, zoals Ifrit, Phoenix en Bahamut;
- Time Mage (Tijdsmagiër). Deze tovenaar is gespecialiseerd in magie die niet offensief of defensief is, maar bepaalde effecten bewerkstelligt (Confuse, Mute, Haste);
- Red Mage (Rode Tovenaar). De Red Wizard beheerst zowel Zwarte als Witte magie, maar op een zeer elementair niveau. Hogere magie kan hij niet leren. Wel is hij fysiek sterker, en kan hij ook zwaarden hanteren. Hij zit dus tussen de tovenaars en de vechters in. Bovendien heeft de Red Wizard een verborgen bonus: wanneer men deze Job geheel beheerst leert men Dualcast, waarmee men in een enkele beurt twee magiespreuken achter elkaar kan gebruiken;
- Blue Mage (Blauwe Magiër). Blue Wizards kunnen MP-consumerende aanvallen van vijanden leren. In het begin zijn ze daarom nog niet erg nuttig (ze hebben nog geen spreuken), maar door de juiste spreuken te leren (eventueel met behulp van een Beastmaster) kunnen ze zeer nuttig worden. Ook zijn ze wat sterker dan de andere tovenaars en ze kunnen ook zwaarden hanteren. Ook personages van latere Final Fantasy's zijn te kwalificeren als Blue Wizards, zoals Strago uit FF6 en Quistis uit FF8;
- Beastmaster (Dierentemmer). Fysiek zit hij tussen de vechter en tovenaars in. Hij kan echter vijandige monsters temmen en beheersen, en vecht met zwepen. Hierdoor is hij nuttig in combinatie met de Blue Mage: hij kan monsters dwingen Blauwe Magie op de Blue Mage te gebruiken zodat deze geleerd wordt;
- Geomancer (Elementalist). Deze mannetjes in Eskimokostuum beheersen de elementen en kunnen boobytraps van tevoren zien. Fysiek zijn ze ongeveer even sterk als magiërs. Ze vechten met behulp van bellen;
- Thief (Dief). De dief kan van vijanden bestelen, en gebruikt dolken. Fysiek zijn ze (iets) sterker dan de magiërs maar zwakker dan de vechters;
- Ninja. De ninja is ook fysiek niet al te sterk (behalve in de aanval), maar kan wapens, werpsterren en andere objecten naar de vijand gooien. Ook kan hij in iedere hand een wapen vasthouden, en deze vaardigheid leren bij volledige beheersing van deze Job;
- Dancer (Danser). De Danser is fysiek zeer zwak maar kent allerlei mysterieuze dansen die de vijand kunnen beïnvloeden;
- Ranger (woudloper). De Ranger gebruikt pijl-en-boog en kan hierdoor van de achterste rij aanvallen. Hij is evenals de Ninja en Thief fysiek zwak, tenzij hij met de juiste wapens aanvalt. Hij kan bosdieren oproepen om hem te helpen, en hij leert bij volledige beheersing de vaardigheid 'X-Fight', waarmee men 4 keer achter elkaar kan aanvallen. Wanneer men dit vervolgens op een Ninja of een Monk toepast, levert dit 8 aanvallen op.
- Bard. De Bard lijkt op de Danser, alleen deze zingt en kan tot acht liedjes leren die verschillende effecten hebben. Hij vecht met zijn harp;
- Chemist (Alchemist). De Chemist kan allerlei drankjes drinken of maken die verschillende positieve effecten hebben. Ook hebben Items zoals Potion en Hi-Potion dubbele werking. Fysiek is ook deze klasse zeer zwak. Wanneer men de Job beheerst leert men het commando Revive, dat alle gedode karakters terug tot leven brengt;
- Mimic (Mimespeler). Zij hebben slechts het commando Mimic en 3 open ruimtes, waardoor ze drie extra commando's (Skills) kunnen kiezen. Mimic laat het personage de laatste aanval van de speler nabootsen. Als dit een magische aanval was, kost dit geen MP.

De nieuwere versies van Final Fantasy V hebben daarbovenop nog de volgende extra Jobs:
- Mimic (Orakel): Orakels kunnen voorspellingen doen die uitkomen. Goede voorspellingen hebben heilzame effecten op de helden en brengen schade toe aan monsters. Slechte voorspellingen brengen schade toe aan de helden. Orakels zijn ongeveer even sterk als magiërs.
- Canonneer (Kanonnier): Een als een 17e-eeuwse piraat uitgedoste Job die fysiek sterk is en met kanonnen kan schieten op monsters.
- Gladiator (Gladiator): Een fysiek sterke Job die zeer sterke zwaardaanvallen kent, die echter soms mislukken.
- Necromancer (Dodenbezweerder): Een ondode magische klasse die net als ondode monsters niet tegen helende magie kan, en ondode magische aanvallen kan gebruiken.

Wanneer een personage lang genoeg als een bepaalde Job heeft gevochten, leert hij een "Skill". Deze is van de gebruikte klasse afhankelijk, en kan als commando toegevoegd worden, zelfs als nu een andere Job wordt gekozen. Zo kan men bijvoorbeeld een Ridder uitrusten met het commando "Jump" van de Dragoon, waardoor de Ridder ook kan springen. Wanneer een Job in zijn geheel beheerst wordt (master), gaan de maximum statistieken van die Job over op de Freelancer en Mimic, die hierdoor steeds sterker worden. Wanneer een karakter bijvoorbeeld de Jobs Knight en White Mage beheerst, heeft de Freelancer de kracht en HP van de Knight en de magie van de White Mage. Wanneer hij vervolgens de Berserker Job leert, zullen de krachtstatistieken en HP die van de Berserker aannemen omdat deze nog betere heeft.

## Voertuigen
In Final Fantasy V heeft de speler toegang tot verschillende voertuigen zoals:
- Verschillende chocobo's, zoals Bartz' Boko.
- Boot
- Luchtschip
- Onderzeeër

## Remakes

### PlayStation
In 1998 is Final Fantasy V opnieuw uitgebracht in Japan op Sony's PlayStation en in 1999 maakte het spel (samen met Final Fantasy IV en Final Fantasy VI) deel uit van de Final Fantasy Collection. Aan de PlayStation versie werden een aantal FMV's en een memo-save optie toegevoegd. In hetzelfde jaar kwam de PlayStation compilatie Final Fantasy Anthology uit in Noord-Amerika. Dit was de eerste keer na 7 jaar dat het spel buiten Japan uitkwam. In 2002 werd het spel (samen met Final Fantasy IV) uitgebracht in Europa.

### Game Boy Advance
Het spel werd voor de tweede keer geporteerd door TOSE naar de Game Boy Advance en kreeg de naam Final Fantasy V Advance en werd uitgebracht door Square Enix in Japan op 12 oktober 2006, door Nintendo in Noord-Amerika op 6 november 2006 en in Europa op 20 april 2007. Net als de Game Boy Advance remakes van de voorgangers, heeft deze versie betere graphics en nieuwe extra's zoals vier nieuwe jobs (Gladiator, Cannoneer, Necromancer en Oracle), een nieuwe kerker met 30 etages en een optionele plek genaamd "Cloister of the Dead". Ook was het spel voorzien van een nieuwe vertaling.

## Trivia
- Het spel is opgenomen in het boek 1001 Video Games You Must Play Before You Die van Tony Mott.
- Een aantal namen zijn uiteindelijk gewijzigd in de Engelstalige versie. Bartz heette bijvoorbeeld oorspronkelijk (en in de eerdere Engelstalige vertaalde emulatieversies) Butz, wat gewijzigd is omdat dat te veel op 'butt' ('kont') leek.
- Hoewel het spel lof ontving om de gameplay en het uitbouwen van het Job-systeem, wordt het over het algemeen als een van de zwakkere verhaallijnen in de reeks beschouwd.